# Antiphon von Rhamnus
Antiphon von Rhamnus oder Antiphon der Redner (altgriechisch Ἀντιφῶν Antiphṓn; * etwa 480 v. Chr.; † 411 v. Chr.) war ein antiker griechischer Redner und oligarchischer Politiker, der in Athen wirkte. Er zählt zu den zehn klassischen attischen Rednern der griechischen Literatur.
Seine mögliche Identität mit dem Sophisten Antiphon ist in der Forschung nicht vollständig geklärt.

## Leben
Antiphon, geboren als Sohn des Sophilos im zu Athen gehörenden Rhamnous, wird zwar als „der Redner“ bezeichnet, trat aber nicht selbst als solcher auf, sondern wurde als Logograph berühmt, also als Verfasser von Gerichtsreden für Klienten, die sich in Athen stets selbst verteidigen mussten. Platon nennt ihn zudem einen Rhetoriklehrer, es ist aber nicht klar, ob Antiphon tatsächlich andere unterrichtet hat oder ob damit lediglich seine Vorbildfunktion betont werden soll. Unsichere Quellen bezeichnen den Historiker Thukydides als seinen Schüler, was freilich auch als nachträgliche Erklärung von Stilähnlichkeiten gedeutet werden kann. Jedenfalls gibt Thukydides in seinem Geschichtswerk eine berühmte Charakteristik Antiphons, zugleich praktisch das einzige erhaltene Zeugnis über Antiphons offenbar halb schillernde, halb unheimliche Persönlichkeit:
[…] Antiphon, der keinem Athener seiner Zeit an Tüchtigkeit (Arete) nachstand und meisterhaft im Durchdenken der Dinge sowie im Ausdrücken des Gedachten war. Er trat nicht aus freien Stücken vor dem Volk oder sonst vor Gericht auf, sondern blieb der Menge wegen seines Rufes der Gerissenheit (δεινότης deinótēs) unheimlich; aber jeder, der sich vor Gericht oder vor dem Volk verantworten musste, konnte ratsuchend von ihm wie von keinem anderen einzelnen am meisten Hilfe empfangen.
Antiphon beteiligte sich 411 als Anhänger der Oligarchen am Sturz der athenischen Demokratie durch die Diktatur des sogenannten Rats der Vierhundert. Mit elf anderen Gesandten nahm er an einer diplomatischen Mission teil, die in Sparta über einen Friedensschluss im andauernden Peloponnesischen Krieg verhandelte, aber ohne Erfolg blieb. Beim Sturz der Vierhundert floh Antiphon im Gegensatz zu deren Anführern nicht und wurde gemeinsam mit seinem Parteifreund Archeptolemos des Hochverrats angeklagt. Obwohl seine Verteidigungsrede, die einzige Rede, die er je in eigener Sache hielt, nach Thukydides’ Urteil die beste überhaupt je vorgetragene Apologie war, wurde Antiphon verurteilt und hingerichtet.

## Werke

### Übersicht
Die in der Antike Antiphon zugeschriebenen Lehrschriften, insbesondere zur gerichtlichen Argumentation, sind verloren, ebenso eine Sammlung von Gemeinplätzen (tópoi) für Promömien, Schluss und Epiloge. Von den 60 unter Antiphons Namen gelesenen Reden, von denen Kaikilios nur 25 als echt gelten ließ, sind 3 echte, also tatsächlich gehaltene Verteidigungsreden für Mordprozesse erhalten. Außerdem sind drei Tetralogien überliefert, knapp abgefasste Musterbearbeitungen fiktiver Rechtsfälle in jeweils zwei Anklage- und Verteidigungsreden (also insgesamt vier Reden, daher der Name Tetralogien). Ihre Echtheit wurde gelegentlich bestritten, ist heute aber wieder allgemein anerkannt. Dazu kommen schließlich spärliche Fragmente weiterer Reden, darunter Bruchstücke von Antiphons Verteidigungsrede in eigener Sache.
Antiphons Stil zeigt alle Zeichen einer sich noch entwickelnden, daher experimentellen und kühnen Literatursprache, des entstehenden Attischen. Auffällig ist der Kontrast zwischen der ausgeklügelten Argumentationstechnik, die vor allem mit Wahrscheinlichkeitsargumenten (εἰκότα eikóta) arbeitet, und der ebenso ausgeprägten Vorliebe für Antithesen und Klangfiguren (sog. Gorgianischen Figuren) zum dagegen oft eher schlichten, bisweilen harten und ungefügigen Satzbau.

### Die erhaltenen Reden
Die Reden und Tetralogien sind in den Handschriften als Korpus in folgender verschränkter Reihenfolge überliefert, nach der sie üblicherweise auch zitiert werden:
1. Rede I: Gegen die Stiefmutter. Anklagerede: Vor längerer Zeit ist der Vater des Sprechers bei einem Gastmahl vergiftet worden. Der vergiftete Wein wurde zwar von der Konkubine des ebenfalls getöteten Gastgebers serviert; sie behauptete aber, dazu von der zweiten Frau des getöteten Vaters, also der Stiefmutter des Klägers, angestiftet worden zu sein. Der inzwischen erwachsene und somit rechtsfähig gewordene Kläger klagt daher seine Stiefmutter mit dieser Rede des Mordes an.
2. Rede II = 1. Tetralogie. Ein Mann ist auf offener Straße erschlagen worden. Bei der Auffindung seiner Leiche soll sein ebenfalls bereits sterbender Diener ausgesagt haben, dass ein bekannter Feind seines Herrn der Mörder sei. In den vier Teilen der Tetralogie wird nun dieser Feind des Mordes angeklagt (Teil 1 und 3) und verteidigt sich (Teil 2 und 4). – Da es keinerlei handgreifliche Beweise gibt, gibt diese Rede Antiphon die Gelegenheit, ausgiebig die Wahrscheinlichkeitsargumentation (εἰκότα eikóta) anzuwenden und auch selbst wieder zu hinterfragen.
3. Rede III = 2. Tetralogie. Ein Junge ist auf dem Sportplatz tödlich von einem Speer getroffen worden, weil er versehentlich in die Flugbahn des Geschosses gelangte. Strittig ist nun, ob der Werfer des Speeres schuld ist, auch wenn er gar nicht auf den Jungen zielte (wie die Anklage in Teil 1 und 3 behauptet), oder ob der Junge selbst die Verantwortung für sein Handeln trägt (wie die Verteidigung in Teil 2 und 4 einwendet). – Diese Tetralogie vergegenwärtigt den Konflikt zwischen dem archaischen Recht, in dem der Urheber einer Tat stets an allen etwaigen Folgen schuld (vgl. αἰτία aitía, das „Ursache“ und „Schuld“ bedeutet) ist, und der sich allmählich entwickelnden Vorstellung der Verantwortung. Um der von der Anklage bemühten althergebrachten Vorstellung, bei einem Todesfall trage immer jemand die Schuld, Genüge zu tun, muss der Angeklagte so weit gehen, die Schuld dem Jungen oder sogar dem Speer (sic!) zuzuschreiben.
4. Rede IV = 3. Tetralogie. Bei einem Kampf zweier Betrunkener ist einer der beiden ums Leben gekommen. Die Umstände des Todesfalles sind sehr verwickelt, so dass Kläger und Angeklagter sich sowie Dritten gegenseitig die Schuld zuschieben. – Diese Tetralogie demonstriert vor allem die Unmöglichkeit der Rekonstruktion einer eindeutigen Kausalkette und so die prinzipielle Unmöglichkeit, in einem einigermaßen komplexen Fall tatsächlich nachträglich die Wahrheit auszumachen.[6]
5. Rede V: Über den Mord an Herodes. – Verteidigungsrede für einen sonst unbekannten Euxitheus, einen Bürger von Mytilene auf der Insel Lesbos, der einen Athener Bürger namens Herodes auf einer gemeinsamen Schiffsreise getötet haben soll. Der Fall wird dadurch kompliziert, dass Herodes’ Leiche nie gefunden wurde: Er war nach einer gemeinsam mit Euxitheus durchzechten Nacht schlicht spurlos verschwunden. Die Anklage beruht einzig auf der durch Folter erzwungenen Aussage eines Sklaven, der ausgesagt haben soll, dass Euxitheus der Mörder war, danach aber von den Befragenden getötet wurde, so dass die Aussage nicht vor Gericht wiederholt werden kann. Zusammen mit weiteren Umständen ergibt sich daraus ein überaus komplexer Fall, den Antiphon in bewundernswerter Weise in für seinen Mandanten günstiges Licht zu rücken weiß, indem er zwar die günstigen Punkte wiederholt deutlich hervorhebt, ungünstige aber in einem Wirbel von Argumenten untergehen lässt. – Diese Rede galt in der Antike als Antiphons beste Rede.
6. Rede VI: Über den Chorknaben. – Verteidigungsrede.

## Textausgaben und Übersetzungen
- Mervin R. Dilts, David J. Murphy (Hrsg.): Antiphontis et Andocidis Orationes. Oxford University Press, Oxford 2018 (neue maßgebliche Ausgabe der  Reden ohne Fragmente).
- Friedrich Thalheim, Theodor Blass (Hrsg.): Antiphon: Orationes et fragmenta. Teubner, Leipzig 1914, Nachdruck Stuttgart 1982 (grundlegende Ausgabe).
- Antiphon: Tetralogiae. Hrsg. Fernanda Decleva Caizzi. Mailand 1969.
- Antiphon: The Speeches. Hrsg. von Michael Gagarin. Cambridge University Press 1997 (griechischer Text und ausführlicher englischer Kommentar).
- Thomas Schirren, Thomas Zinsmaier (Hrsg.): Die Sophisten. Ausgewählte Texte. Griechisch/Deutsch. Reclam, Stuttgart 2003, S. 120–215 (Text und Übersetzung der 1. und 2. Tetralogie sowie der größeren Fragmente).